# スバス・ヘレロ
スバス・ヘレロ（Subas Herrero、本名: Ricardo Wright Herrero、1943年4月3日 - 2013年3月14日）はマニラ出身のフィリピンの映画俳優、コメディアン、歌手。
クレジット名義は複数あり、エディー・ロメロ監督の『ブラック・ママ、ホワイト・ママ』（1973年/未ソフト化）ではリカルド・ヘレーロ（Ricardo Herrero）、シリオ・H・サンティアゴ製作の『アイアンマンと不思議な仏像』（1973年/未/ビデオ）ではスペル違いのスバス・ヘレーロ（Zubas Herrero）、『セクシー・ソルジャーズ』（1974年/未/TV放映）では別のスペル違いのスバス・ヘレーロ（Subhas Herrero）、アントニオ・マルゲリーティ監督の『コマンドー・レオパルド（コマンドー軍団2）』（1985年/未/ビデオ/TV放映）ではスバス・ヘレーラ（Subas Herrera）とクレジットされた。また、片仮名表記ではスバス・へレーロやスバス・エレーロと記されることもある。

## 経歴・人物

### 俳優としての特徴
元々はコメディアンで、映画俳優としては1970年頃から脳卒中で倒れる2000年まで活動した。TVのショー番組にも多数出演し、映画では数多くの娯楽作品に脇役として出演した。また、フィリピンで撮影された外国映画にも進出した。日本での劇場公開作品は数少なく、晩年の出演作の『ホセ・リサール』（1998年）は2002年に岩波ホールで封切られた。演技派俳優としても知られ、『パニック！』（1973年/未ソフト化）に於いてい1974年のFAMAS賞の最優秀助演男優賞にノミネートされた。後に大統領に就任したジョセフ・エストラーダが主演だった。へレーロは政治活動家でもあり、1986年のフィリピン革命時には反マルコス派で、2000年代初頭には反エストラーダ派として知られた。

### 外国映画への進出
1970年代初頭からフィリピンで撮影された外国映画にも出演する様になり、エディー・ロメロやシリオ・H・サンティアゴが製作、監督の米国との合作映画にも出演した。ジャック・ヒル監督の『残虐全裸女収容所』（1972年）辺りが最初で、メナヘム・ゴーラン監督の『燃えよNINJA』（1981年/未/ビデオ/TV放映）、『デルタフォース2』（1990年）と言った米国映画からアントニオ・マルゲリーティ監督の『コマンドー・レオパルド（コマンドー軍団2）』（1985年/未/ビデオ/TV放映）、『インディオ』（1989年/未/ビデオ）のイタリア映画にも出演した。堂々とした風貌から権力者の役どころが目立った。また、ジャッキー・チェンやアンディ・ラウ、サモ・ハン・キンポー、ジミー・ウォング等の香港スターが出演した台湾映画『炎の大捜査線』（1990年）にも警官役で出演したが、クレジットされなかった。

### 晩年
かねてより糖尿病を患っていた。2000年には脳卒中で倒れ、車椅子生活となり、引退状態になった。2010年にはアメリカ合衆国へ移住したが、2013年に移住先のニューヨーク州のロチェスターで肺塞栓症のために亡くなる。最後の映像作品はボブ・ホスキンスがパナマのノリエガ将軍（マヌエル・ノリエガ）に扮した『ノリエガ/神のお気に入り』（2000年/TV映画/未放映）だった。

## 出演
- 『残虐全裸女収容所』（1972年）ジャック・ヒル監督、パム・グリア、シド・ヘイグ出演
- 『パニック！』（1973年/未ソフト化）ジョゼフ・エストラーダ出演
- 『とんでるスチュワーデス』（1973年/未/ビデオ）（東芝映像から発売済み）シリオ・H・サンティアゴ、ジョナサン・デミ共同監督、リチャード・ヤング出演
- 『アイアンマンと不思議な仏像』（1973年/未/ビデオ）（RCA/コロムビアから発売済み）チェザール・ガラルド監督、ジェームズ・イーグルハート、ケン・メトカーフ出演
- 『セクシー・ソルジャーズ』（1974年/未/TV放映）エディー・ロメロ監督、グロリア・ヘンドリー、シド・ヘイグ出演
- 『燃えよNINJA』（1981年/未/ビデオ/TV放映）（ヘラルド/ポニーから発売済み）メナヘム・ゴーラン監督、フランコ・ネロ、スーザン・ジョージ、ショー・コスギ出演
- 『マッド・ドッグ2』（1983年/未ソフト化）（クレジット無し）ジュン・ガラルド監督、ブルース・バロン、ロマーノ・クリストフ、ドン・ゴードン・ベル、ジム・ゲインズ出演
- 『コマンドー・レオパルド（コマンドー軍団2）』（1985年/未/ビデオ/TV放映）（大映から発売済み）アンソニー・M・ドースン（アントニオ・マルゲリーティ）監督、リュウイス・コリンズ、クラウス・キンスキー、ジョン・スタイナー出演
- 『インディオ』（1989年/未/ビデオ）（CIC/ビクターから発売済み）（クレジット無し）アンソニー・M・ドースン（アントニオ・マルゲリーティ）監督、マーヴェラス・マーヴィン・ハグラー、フランチェスコ・クイン、ブライアン・デネヒー出演
- 『デルタフォース2』（1990年）（東芝映像/ヘラルドから発売済み）アーロン・ノリス監督、チャック・ノリス、ビリー・ドラゴ出演
- 『炎の大捜査線』（1990年）（クレジット無し）ジャッキー・チェン、アンディー・ラウ出演
- 『ホセ・リサール』（1998年）
- 『ノリエガ/神のお気に入り』（2000年/TV映画/未放映）ロジャー・スポティスウッド監督、ボブ・ホスキンス出演